# Vengador Argentino (1814)
La goleta Vengador Argentino fue un buque corsario al servicio de las Provincias Unidas del Río de la Plata durante la lucha por la independencia.

## Historia
La goleta mercante Nuestra Señora del Carmen con matrícula de Montevideo fue capturada el 13 de enero de 1814 en aguas de Colonia del Sacramento junto a la balandra San José y Ánimas por la goleta corsaria Hope, propiedad de Guillermo Brown, cuando transportaba maderas de la isla Martín García rumbo a la plaza sitiada.
Ambos buques, trece de sus tripulantes y su armamento completo, fueron entregados por Brown al comandante de la Ensenada de Barragán. 
Juzgada buena presa en la ciudad de Buenos Aires fue adquirida por el vecino Daniel Vidal quien el mismo mes solicitó al gobierno autorización para armarla en corso comunicando que "se ha hecho cargo de la goleta surta en la Ensenada que corrió al mando de Mister Brown Guillermo y resuelto ocuparla para hacer el corso sobre los enemigos, solicitase le expida una patente. Su nombre será el Vengador Argentino".
El mismo nombre llevó una fragata corsaria de las Provincias Unidas del Río de la Plata, la fragata Vengador Argentino o Vengador Americano, también llamada Rayo Argentino y Cazadora.